# Lachnellula suecica
Lachnellula suecica (de Bary ex Fuckel) Nannf. – gatunek grzybów z klasy patyczniaków (Helotiales).

## Systematyka i nazewnictwo
Pozycja w klasyfikacji według Index Fungorum: Lachnellula, Lachnaceae, Helotiales, Leotiomycetidae, Leotiomycetes, Pezizomycotina, Ascomycota, Fungi.
Po raz pierwszy takson ten opisali w 1875r. Anton de Bary i Leopold Fuckel nadając mu nazwę Pithya suecica. Obecną nazwę nadał mu w 1953 r. John Axel Nannfeldt.
Synonimy:
- Peziza calycina var. flavococcinea (Alb. & Schwein.) Sauter 1846
- Peziza pulchella var. flavococcinea Alb. & Schwein. 1805
- Pithya suecica de Bary ex Fuckel 1875[2].

## Morfologia
Teleomorfa
Na podłożu tworzy w grupach przebijające korę apotecja na krótkich trzonkach. Młode apotecja są kuliste i rozszerzają się podczas wilgotnej pogody, tworząc miseczkowate owocniki pokryte białymi włoskami i osiągające średnicę 5–6 mm. Ich zewnętrzna powierzchnia (hymenium) jest wklęsła lub niemal płaska i ma barwę pomarańczowo-czerwoną.
Zewnętrzna warstwa owocnika typu „textura globulosa”, utworzona z pseudoparenchymatycznych, wielokątnych strzępek. Strzępki trzonka typu „textura intricata”, luźno splecione, cienkościenne. Hymenium składające się z worków i parafiz. Worki 60–70 × 6–7 µm, cylindryczne, i stopniowo zwężające się, z ośmioma askosporami. Otwory worka amyloidalne. Askospory ułożone w workach w jednym rzędzie, szkliste, kuliste z jedną gutulą, o średnicy 4–6 µm. Parafizy cylindryczne, 65–78 × 2–2,5 µm z przegrodami, z żółtymi lub pomarańczowożółtymi gutulami, lekko napęczniałe w górnej części, przewyższające worki. Włoski cylindryczne, z przegrodami, o drobnoziarnistej powierzchni.
Anamorfa
Na 2% agarze z ekstraktem słodowym grzyb tworzy białą, watowatą, dość szybko rosnącą grzybnię. Anamorfa w hodowli powstaje łatwo, jest skorupiasta, o barwie od żółtej do pomarańczowożółtej. Mikrokonidia 3–5 × 0,8–1,2 µm powstają masowo. Są szkliste, cienkościenne, podłużne, wyrastające na pionowo rozgałęzionych konidioforach o wymiarach 10–15 × 1 µm.

## Występowanie i siedlisko
Podano występowanie Lachnellula suecica w Ameryce Północnej, Europie i Azji. W Polsce M.A Chmiel w 2006 r. przytoczyła 11 stanowisk, w następnych latach podano dalsze.
Nadrzewny grzyb saprotroficzny występujący na martwych gałęziach i szyszkach kosodrzewiny (Pinus mugo).